# 日裔加拿大人囚禁
日裔加拿大人囚禁（英語：Japanese Canadian internment）是指第二次世界大戰期間加拿大對日裔加拿大人在不列颠哥伦比亚省的囚禁和拘留，於1942年1月開始。日本於1941年偷袭珍珠港后，太平洋戰爭爆發，加拿大联邦政府出于國安理由，同时也是对日本进攻英屬香港的报复（加拿大派遣近2千士兵协助駐港英军，绝大部分殉職），于1942年開始对于日裔进行拘留，有20,881人被关押在集中营或其他地方，当中75%被关押日裔为加拿大公民。美国亦针对当地的日裔施以类似措施。縱然皇家加拿大騎警和國防部門缺乏證據，加拿大聯邦政府仍然以破壞和間諜活動為理由拘留了他們。:12許多孩子在這些難民營中上課，包括大衛·鈴木、喜悅小川、三木羅伊。加拿大聯邦政府承諾將釋放日裔加拿大人後，能取回自己的財產；然而，政府卻拍賣並拋售他們的資產。
儘管第二次世界大戰期間，加拿大公民普遍恐懼日本人，惟歷史證據表明，加拿大軍事當局和皇家加拿大騎警都相信日本入侵加拿大的機會很小。第二次世界大戰結束後，他們證明日裔加拿大人並無威脅到加拿大的國家安全。最後由於日本戰敗，被拘禁、驅逐或者遷移至加拿大其他地區的日本人對此公開抗議，最終導致了加拿大於1947年組成一皇家委員會來檢查被沒收的日裔加拿大人財產。1988年，加拿大聯邦政府給予他們一個正式的道歉，並且宣布向受到影響的日裔加拿大公民公佈賠償的細節。

## 歷史
1877年，日本人永野萬藏抵達加拿大，定居於卑诗省維多利亞，成為加拿大第一名日本移民。其後的第一代日本移民於1877年到1928年間抵達溫哥華島及菲沙谷，他們多來自九州及本州的漁村。及至1967年，又有不少日本人移居加拿大，他們多曾接受高等教育，及於城市居住。在1940年代後期以前，加拿大的日裔並沒有投票權，包括第一代移民及第二代日裔。第三代日裔大多於1950年代到1960年代間出生，他們對日語的認知已經很少。:77他們當中有超過75%均與非日裔通婚。第四代日裔有不少均擁有其他族裔血統，根據加拿大統計局於2001年作出的人口普查統計數字，當地日裔是最會與不同族裔通婚的少數族裔。在首名日本移民永野萬藏抵加100週年，即1977年，政府把卑诗省的一座山以永野的名字命名。根據加拿大統計局於2001年的統計數字，加拿大的人口當中有98,900人為日裔，包括42,430名混血兒。他們多集中於溫哥華等加拿大西岸地區，其他主要城市如多倫多等，也有為數不少的日裔。

## 背景
在第二次世界大戰之初加拿大是沒有對日本宣戰的。但因1941年12月7日，日本發動珍珠港事件後向英美宣戰，在世界各地（如英屬香港）協助英軍的加拿大軍被迫自動對日本宣戰。許多加拿大人十分憤怒並對所有日本人譴責這件事，加拿大社會開始散布出不利日裔加拿大人的謠言，聲稱有些日本人事先知道這起攻擊且幫助日本軍隊。

## 囚禁開始
1942年2月24日，加拿大戰爭措施法條例生效，該條例受予聯邦政府權力囚禁日裔加拿大人。到指定地點報到的日裔加拿大人，會被臨時扣留。然後由政府分別送到不同的集中營。為了避免日裔加拿大人擅自離開禁區，加拿大政府禁止他們自銀行帳戶中提款。

### 集中營內情況

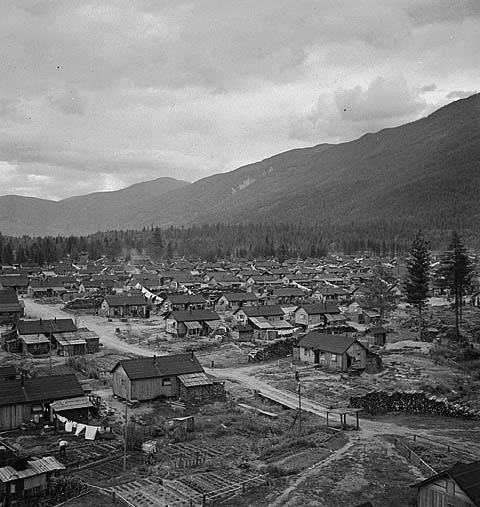
日裔加拿大人集中營——於加拿大不列顛哥倫比亞省，1945年6月。

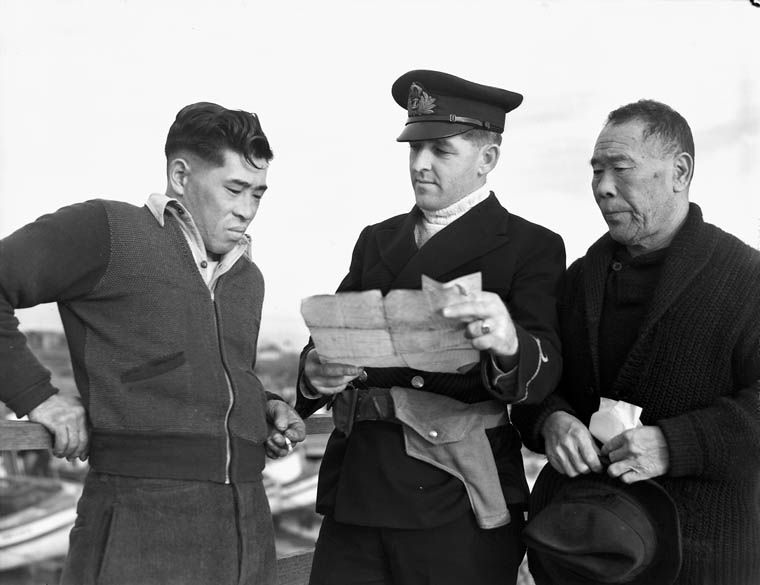
一名皇家加拿大海軍人員沒收日裔加拿大漁民的船隻並進行詢問。

其中一個集中營是喜士定公園里一座大型牲口棚。这里有上千张铺板床和牲口栏。还没入袋的稻草成为他们的床褥。厕所就是一条有水流过的槽，食堂喂给他们难吃而陌生的食物，上百人因此而腹泻甚至食物中毒。另外有一座名为格林伍德的废弃矿镇也變成集中營。冰冷潮湿而肮脏的废弃矿工建筑成了囚犯的容身之所。妇女和儿童們负责清理建筑物的内部。一個家庭只能睡在一间小房间的地板上，共用一个狭小的厨房。生活异常艰辛，尤其是对于那些被迫成为单亲母亲的妇女。孩子们无法上学，只能参加一些由天主教修女组织的活动。一些日本人家长努力说服官员解决子女就学问题，一些年轻女子被招募为教师，在棚屋改造的教室里传授小学知识。父亲们为孩子建造了桌椅黑板，大多数教师在艰苦的条件下兢兢业业。美国教会亦成立一所高中，通过函授教授卑诗省高中课程。

### 出售日裔加拿大人财产
1943年1月19日的新闻让日裔加拿大人震惊。联邦政府通过了一项决议，该决议赋予政府无需得到他们的批准就能出售他们财产的权力。加拿大人只花了非常低廉的价格便買走了他們的地产，使他们所有的积蓄付诸东流。然而，由于日裔加拿大人的账户被冻结，政府每个月只會从账户上取出一些给他们。

## 囚禁結束
1945年3月12日，政府进行了一次民意调查，结果就是日裔加拿大人必须从流放到落基山脉以东或者被遣返回日本，想要继续留在卑诗省是不可能的。选择留在加拿大的人被带到五英里外新丹佛的集中营里。当地时间1945年9月2日，对日战争结束。但他们依然不具有自由和公民权利。

### 賠償

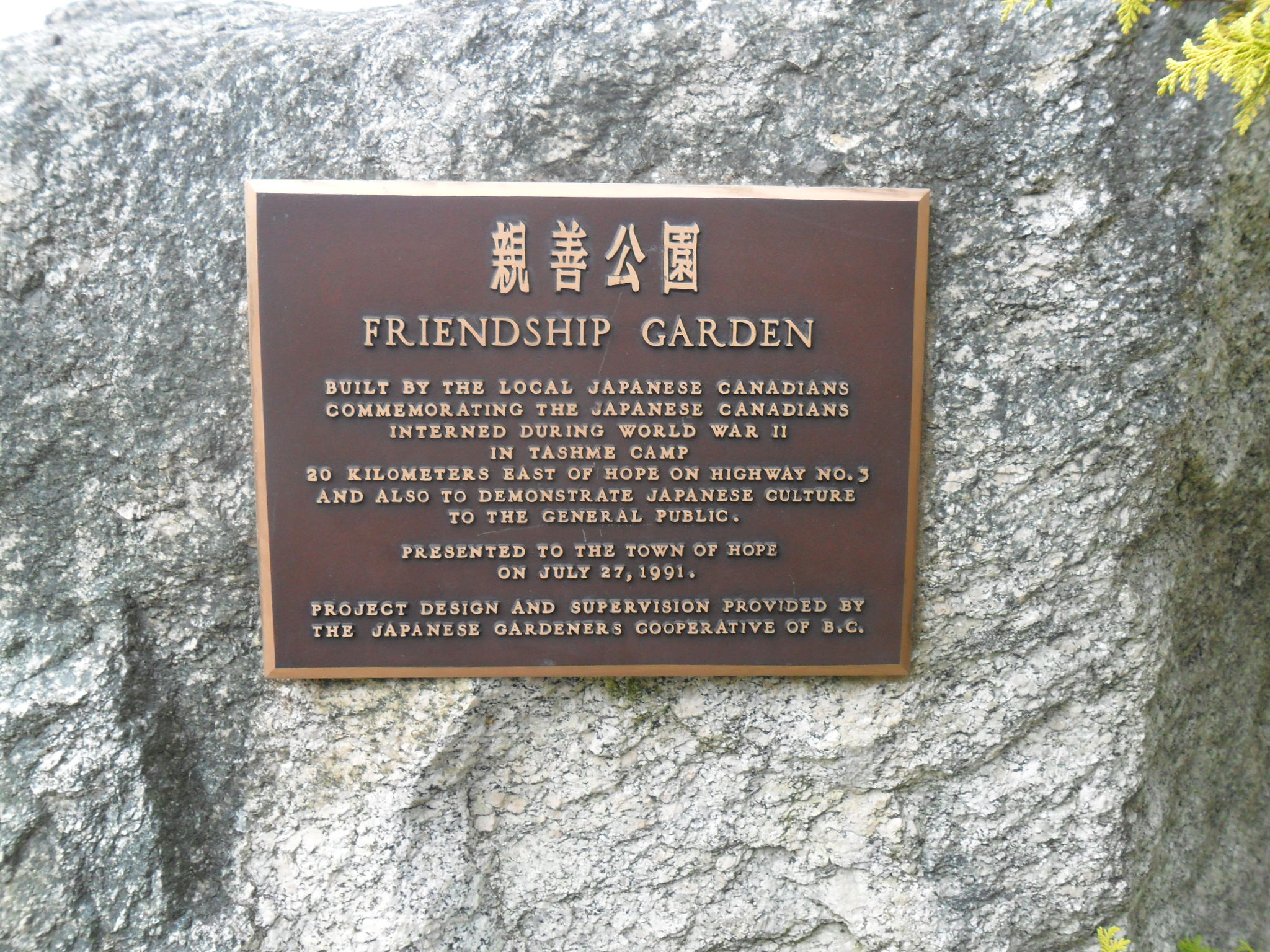
由遭扣押的日裔加拿大人興建的親善公園。

至1970年代後期到1980年代，有關二戰扣留日裔的文件陸續公開，政府亦就賠償方面尋求共識。根據1986年的調查數字，日裔於二戰期間因遭扣押而導致的損失為4.43億加元。賠償方面，有63%支持政府方案，45%較希望獲得個人賠償。1988年9月22日，總理馬爾羅尼向每名受害者發放21,000加元賠償金，至1993年大致完成，有18,000名生還者獲得賠償。:73